# Talkbox
En talkbox är ett tekniskt hjälpmedel för att modulera ljudet från ett musikaliskt instrument, oftast en elgitarr, med munnen. Ljudet från en gitarr, synthesizer eller annat elförstärkt instrument skickas via en plastslang som en musiker har stoppat i munnen. Musikern formar sedan munnen till olika vokaler för att filtrera instrumentljudet, eller uttalar ord och får på så sätt ett instrument som talar. Ljudet tas sedan upp av sångmikrofonen. Det anses vara enklare att forma vokaler än konsonanter genom en talkbox, vilket kan bero på att många konsonanter bildas genom förträngning och förutsätter en ljudkälla i svalget snarare än i munhålan.
Ljudet från en talkbox som kopplats till en synthesizer förknippas med hur en robot anses låta. Ett av de mest kända banden som ofta använder sig av detta instrument är det franska house-bandet Daft Punk. En annan klassisk talkbox-artist var Roger Troutman.